# Biaksporrgök
Biaksporrgök (Centropus chalybeus) är en fågel i familjen gökar inom ordningen gökfåglar.

## Utbredning och systematik
Fågeln förekommer på ön Biak i Geelvink Bay utanför norra Nya Guinea. Den behandlas som monotypisk, det vill säga att den inte delas in i några underarter.

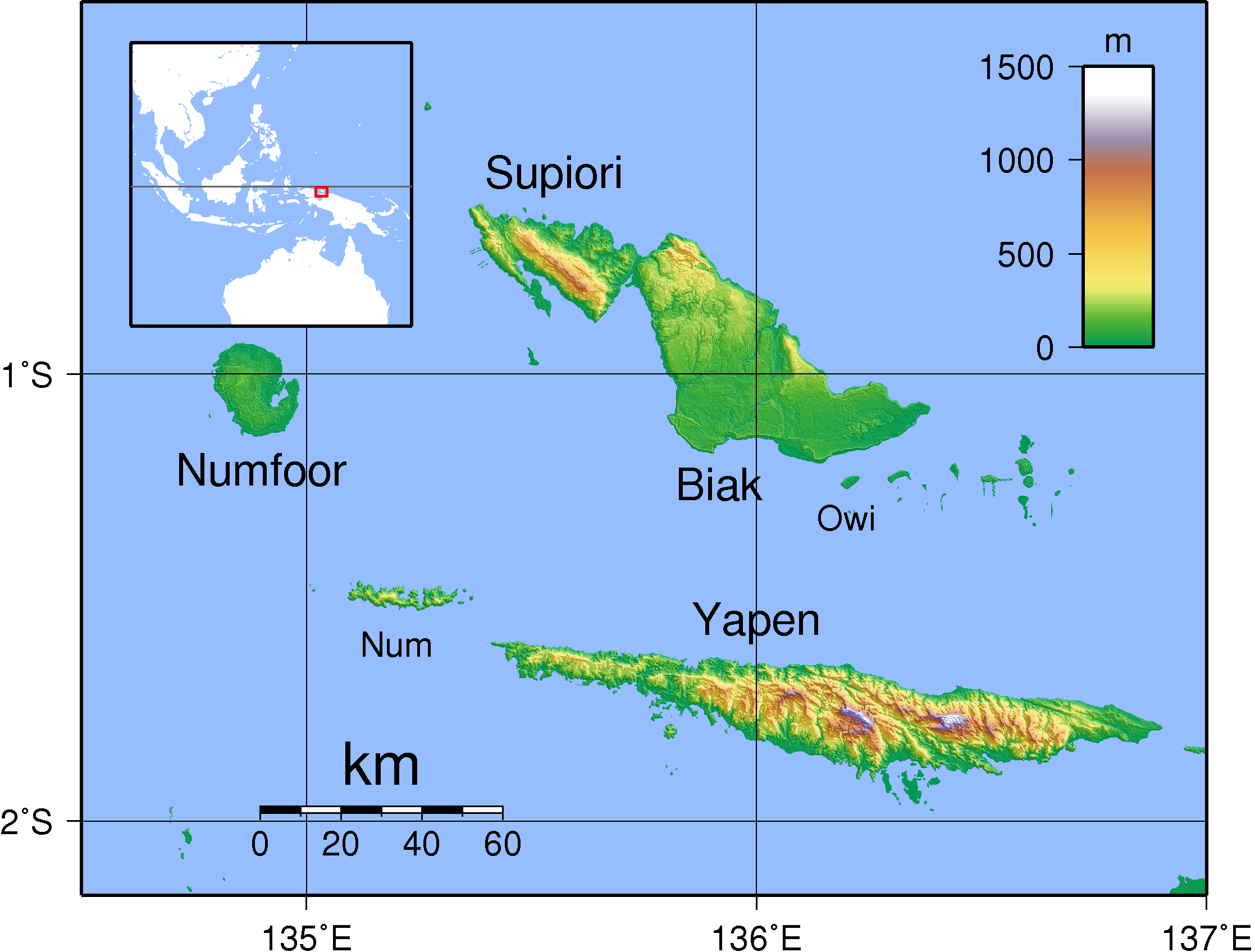
Biak med närliggande öar.

## Status
IUCN kategoriserar arten som nära hotad.